# Stade Nungesser II
Stade Nungesser II je višenamjenski stadion smješten u francuskom gradu Valenciennesu koji je trenutno pod izgradnjom. Radovi na njemu se namjeravaju završiti 2011. te će nogometnom klubu Valenciennes FC postati zamjena za postojeći Stade Nungesser. Otvorenje stadiona je predviđeno za 26. srpnja 2011. dok je u siječnju 2011. dogovorena prijeteljska utakmica između domaćeg Valenciennesa i amsterdamskog Ajaxa prilikom svečanog otvorenja stadiona.
Izgradnja stadiona je stajala 75 milijuna eura a dizajnirali su ga arhitekti Michel Macary, Luc Delamain i Maxime Barbier. Stade Nungesser II mo‍že prihvatiti 25.000 gledatelja na nogometnim utakmicama, odnosno 40.000 na koncertima.

## Vanjske poveznice
- Informacije o stadionu  Arhivirana inačica izvorne stranice od 5. svibnja 2011. (Wayback Machine)